# 城崎麦わら細工伝承館
豊岡市立城崎麦わら細工伝承館（とよおかしりつきのさきむぎわらざいくでんしょうかん）は兵庫県豊岡市の城崎温泉郷にある博物館。

## 概要
城崎の伝統工芸である麦わら細工の技術の伝承と作品の保存・展示を目的として設立された。
近世建築の土蔵を活用して、明治・大正・昭和初期の作品約200点と、現在の作品約40点を展示する。 

## 利用情報
- 開館時間 - 9:00 - 17:00 （入館は16:30まで）
- 休館日 - 毎月最終水曜日（祝日の場合は翌日）、12/31・1/1
- 所在地 - 〒669-6101兵庫県豊岡市城崎町湯島376-1

## 交通アクセス
- JR山陰本線 城崎温泉駅 徒歩10分